# Contrato

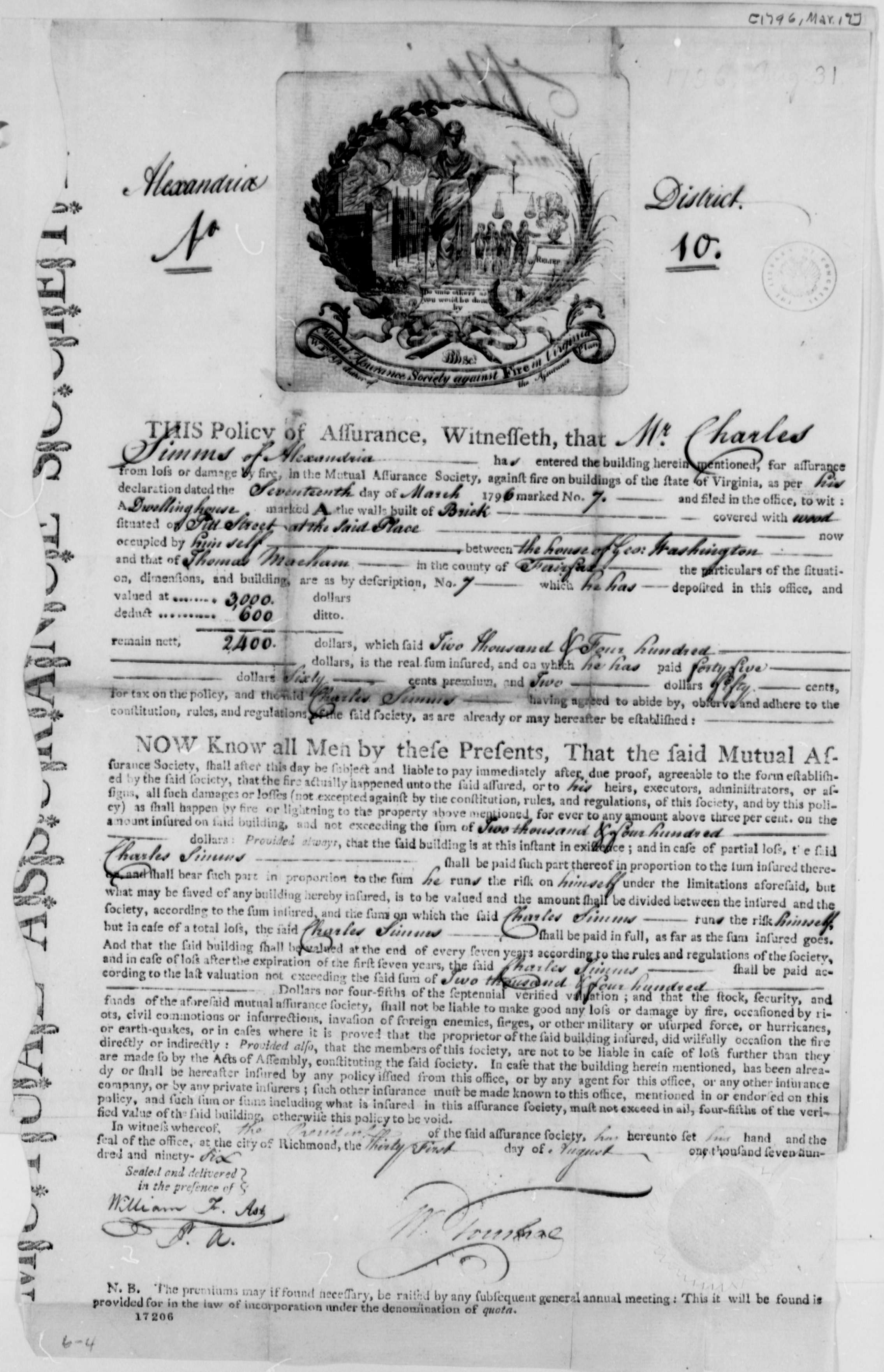
Exemplo de um instrumento de contrato.

Em um sentido amplo, um contrato é uma operação econômica entre duas ou mais pessoas. Nesse sentido, um contrato é uma troca econômica, visando a circulação de riqueza, sendo sinônimo do conceito de negócio. Sob o ponto de vista do direito, um contrato é a formalização jurídica de uma operação econômica, formalização essa entendida como um instrumento jurídico que vincula os contratantes aos compromissos por eles assumidos. Assim, celebrado um contrato, as partes ficam obrigadas aos seus termos, sob pena de uma sanção legal no caso de descumprimento. Desse modo, pode-se definir um contrato como um acordo de vontades legalmente exequível. A figura jurídica do contrato apresenta-se como uma forma de o legislador regular trocas econômicas e orientá-las segundo critérios políticos. Daí porque cada sistema jurídico apresenta regras distintas sobre contratos, bem como cada sistema econômico também irá apresentar diferentes matizes sobre o direito contratual.
Em uma visão clássica sobre os contratos, influenciada pela ideologia liberal, a figura jurídica do contrato têm como função impor regras de bom funcionamento do mercado, evitando assim que as trocas comerciais sejam inteiramente expostas a acontecimentos imprevisíveis ou ao mero árbitro das partes. A função do direito contratual, portanto, é criar deveres para as partes de modo a limitar seu comportamento, coibindo um conjunto de atitudes prejudiciais ao mercado. Para essa visão, o direito deve se limitar a criar meios para garantir a exequibilidade do contrato, pouco importando o seu conteúdo. Mais recentemente, com o retrocesso do liberalismo clássico, a doutrina passou a discutir outras finalidades contratuais, mais voltadas à coletividade, como a função social do contrato.
O direito vê o contrato como um negócio jurídico, o que significa que esse acordo deve obedecer certos requisitos legais para que se forme, seja considerado válido e produza efeitos. Não há uma uniformidade na matéria, com cada legislação apresentando seus próprios requisitos formais. Há uma forte tendência entre os juristas de considerar como contrato jurídico apenas os acordos de vontade que tenham um conteúdo patrimonial. Há, contudo, aqueles que entendem que todo acordo de vontades protegido pela lei será um contrato, importando dizer que figuras de valor afetivo e não patrimonial, como o casamento e o divórcio, serão considerados como contratos. Discute-se também se só seriam contratos aqueles celebrados por duas pessoas físicas ou pessoas jurídicas de de direito privado, ou se os acordos celebrados por pessoas jurídicas de direito público - comumente chamados de contratos administrativos - também se encaixariam na categoria.
Contratos que não obedecem as formalidades legais serão reputados como inexistentes ou inválidos, a depender do vício no caso concreto. Sendo inexistentes ou inválidos, serão ineficazes, não produzindo efeitos. O contrato válido e eficaz, por outro lado, é juridicamente exequível, o que signifca que seu descumprimento poderá ser levado ao Poder Judiciário, por meio de uma ação judicial, que poderá resultar na imposição de um fazer ou não fazer a um dos contratantes, ou o pagamento de uma indenização pelo descumprimento contratual.

## Conceito

### Conceito jurídico
O contrato é tradicionalmente conceituado, sob o ponto de vista jurídico, como um acordo de vontades que produz efeitos jurídicos. Tal definição foca no aspecto voluntarista do contrato, isto é, o contrato tem como pedra de toque um acordo de vontades, acordo esse fundado na autonomia da vontade dos contratantes. O contrato, portanto, depende de pelo menos duas manifestações de vontade para sua formação, sendo por isso definido como um negócio jurídico bilateral. Como um acordo de vontades que visa à produção de efeitos jurídicos, não basta a mera vontade dos contratantes: esse acordo deve observar a ordem jurídica, sob pena de não produzir efeitos legais. Esse conceito de contrato tem uma larga amplitude, abrangendo acordos de vontades variados, como por exemplo, o casamento, que sob essa visão é visto como um contrato. São também contratos, nesse entendimento, variados institutos típicos do direito de família além do casamento, como a emancipação, o divórcio, dentre outros, bem como figuras do direito das sucessões, tais como a aceitação da herança testamentária. Do mesmo modo, são também contratos os acordos de vontade firmados pela Administração Pública direta, comumente chamados de contratos administrativos ou contratos públicos, os acordos de vontades celebrados entre Estados nacionais e organizações internacionais (tratados internacionais), bem acordos de vontade que têm como objeto uma relação contínua de trabalho (contrato de trabalho). Por sua amplitude, esse conceito é denominado por Arnaldo Rizzardo como um "superconceito", por ser "aplicável em todos os campos jurídico jurídicos, e, por conseguinte, tanto ao direito privado como ao direito público, e inclusive ao direito internacional".
O contrato pode ser também conceituado de uma forma mais restritiva. Conforme se adotam mais elementos em sua concepção, mais restrito se tornará o conceito. Em limitação a definição acima, o contrato pode ser conceituado como um negócio jurídico bilateral de direito privado. Nessa visão, excluem-se do conceito de contrato os acordos de vontade regidos pelo direito público (os contratos administrativos), pelo direito internacional (tratados internacionais), pelo direito do trabalho (contrato de trabalho), etc, só sendo considerado contrato aquele acordo regulado pelas normas de direito privado. Continuam sendo contratos institutos como o casamento, o divórcio, a emancipação, etc.
O Código Napoleônico, ainda hoje vigente, define o contrato como "acordo pelo qual uma ou várias pessoas se obrigam, perante uma ou várias outras, a dar, fazer ou não fazer algo". Para essa definição, o contrato é acordo que produz um tipo específico de efeito jurídico: a criação de uma uma obrigação, ou seja, uma relação na qual alguém passa a ser obrigado a cumprir prestação pessoal para outrem. A figura, portanto, fica restrita ao campo do direito das obrigações. O conceito trazido pelo Código Napoleônico previa que o contrato seria um meio apenas de criar obrigação, mas não de modificá-la ou extingui-la, papel que seria reservado às convenções. Essa distinção acabou por restar superada, sobretudo com os estudos de Savigny, que afastou a distinção entre contrato e convenção. A posição de Savigny foi consolidada no Código Civil italiano de 1865, que prescrevia que o contrato teria como finalidade "constituir, regular ou dissolver um vínculo jurídico", não se diferenciando o contrato de convenção.
Para a maioria dos autores, toda obrigação tem como conteúdo um objeto de valor patrimonial. A prestação que caracteriza a obrigação, portanto, é constituída de patrimonialidade. Disso resulta que o acordo de vontades só poderá ser conceituado como contrato se seu objeto puder ser suscetível de valoração econômica, isto é, convertido em um valor econômico. A necessidade da patrimonialidade como requisito para a formação de um contrato foi expressamente prevista no Código Civil italiano, que define o contrato como "acordo de duas ou mais partes para constituir, regular ou extinguir uma relação jurídica patrimonial". Esse conceito tem ampla aceitação entre autores brasileiros, que apontam que o direito brasileiro exige que as prestações previstas em um contrato sejam economicamente apreciáveis. Sob essa visão, o contrato é um negócio jurídico bilateral ou plurilateral que visa à criação, modificação ou extinção de direitos e deveres com conteúdo patrimonial. Essa definição exclui do conceito de contrato o casamento, acordo de vontades de natureza afetiva e não patrimonial, bem como as demais figuras do direito de família.
Alguns autores apontam outros elementos essenciais do contrato, como a existência de interesses contrapostos, mas harmonizáveis, e a igualdade jurídica entre os contratantes. Diz-se que num contrato os interesses dos contratantes são contrapostos, pois um dos contratantes quer a prestação e outro a contraprestação. Dessa forma, não seria um contrato o acordo de vontades no qual o interesse das partes é comum, e não antagônico. Um consórcio público não seria, portanto, um contrato, já que essa figura se caracteriza pela busca de interesses comuns dos partícipes. A legislação brasileira, contudo, classifica os consórcio públicos como contratos, posição controvertida entre os estudiosos do tema. Tampouco seria um contrato uma sociedade, na qual se identifica os mesmos interesses entre os sócios.
Sob o influxo do segundo requisito (igualdade jurídica), os contratos públicos não seriam contratos, já que nesses o Poder Público tradicionalmente atua com seu poder de império, estando o particular sujeito à vontade estatal. Pode o Estado, no entanto, integrar relação jurídica em posição de igualdade com o particular; nesse caso, estará configurado um contrato. A doutrina administrativista chama esse tipo de contrato de contrato privado da Administração, para diferenciá-lo do contrato administrativo, acordo no qual o Estado atua em posição de superioridade frente ao contratado particular. Há autores, no entanto, que entendem que a figura do contrato só comporta um acordo de vontades entre pessoas naturais ou pessoas jurídicas de direito privado; acordos nos quais um dos pactuantes é pessoa jurídica de direito público, portanto, não seriam contratos, ainda que as partes estivessem em situação de equivalência jurídica.
Por fim, o vocábulo contrato pode expressar ainda o instrumento em que se elabora o acordo de vontades. Nesse sentido, é o documento escrito em que o contrato se formou e pelo qual se prova sua existência. Trata-se de uso coloquial da palavra, sem um rigor técnico. O que se popularmente chama de "contrato" é no direito denominado "instrumento", que é o papel em que, por escrito, se fixa um ato ou se convenciona um contrato. Fala-se, assim, em "instrumento do contrato" para designar sua base escrita.

### Relações contratuais de fato
Um homem entra em um bonde bastante cheio. Inicialmente, o cobrador não percebe sua presença. Somente quando, chegando em seu destino, deseja deixar o veículo é que o cobrador lhe exige o pagamento do valor da passagem. O homem replica: ele não concluíra nenhum contrato de transporte até agora e, no momento, não pensa mais em celebrar contrato nenhum, já que deseja descer do bonde. Nenhum dos passageiros duvidaria de que o homem deve pagar o valor da passagem. Apenas o  jurista se vê em dificuldades. Ele percebe: de acordo com seus conhecimentos acadêmicos, há algo de errado por aqui.
— Karl Larenz, Die  Begründung  von  Schuldverhältnissen  durch  sozialtypisches  Verhalten. Neue Juristische Wochenschrif.
O conceito tradicional e clássico de contrato tem como fundamento a autonomia da vontade; para essa visão, o contrato é um acordo de vontades que produz efeitos jurídicos. Importa, para o direito, que haja um consenso entre as vontades das partes, daí surgindo o contrato. Esse consenso é classicamente estruturado sob a forma de oferta-aceitação; alguém oferta uma prestação, o que é aceito pela outra parte, formando então o contrato pela aceitação da proposta.
Doutrina contemporânea, contudo, aponta que essa estrutura não se encontra presentes em muitos contratos modernos de transporte, nos quais a prestação (de transportar alguém) é oferecida publicamente, nas palavras de Karl Larenz, "de forma que qualquer um pode e tem a permissão de fazer uso de fato da prestação, sem que se espere uma conclusão prévia de contrato, um acordo expresso ou mesmo “tácito” sobre prestação e preço". Assim, aponta o autor alemão que essas prestações são realizadas de acordo com "o costume do tráfego", costume no qual se espera que o usuário pague pelo transporte - ainda que não tenha emitido uma declaração de vontade no sentido de contratar. Em outras palavras, apesar da inexistência de declaração de uma vontade que pudesse ser entendida como uma aceitação de um contrato de transporte, o costume social justifica a noção de que houve ali um contrato, apesar de não se identificar uma aceitação da oferta. No exemplo dado, a conduta do usuário, de adentrar no bonde, configura-se como uma fonte de obrigação, por ser uma resposta social à oferta da empresa de transporte, gerando consequencias jurídicas que não podem ser afastadas ainda que esse sujeito alegue que nunca foi sua vontade contratar.
Para a teoria das relações contratuais de fato, certas condutas socialmente típicas devem também ter atribuído efeitos jurídicos tipicamente contratuais, apesar de, formalmente, não serem considerados contratos. Para essa teoria, as condutas sociais, mais que a autonomia da vontade dos pactuantes, devem servir de fundamento para que um acordo de vontades seja tutelado pelo ordenamento jurídico como um contrato. Essa visão busca reinserir sob a tutela do direito "certas atividades que, em sua substância, despidas do aparato negocial, são admitidas e consideradas legítimas pelo corpo social", nas palavras de Tepedino, Konder e Bandeira. Nesse sentido, os defensores dessa tese entendem  possível a celebração de contratos pela simples realização de condutas típicas, ainda que uma das partes negue conferir ao acordo características contratuais - como no caso dos transportes públicos.
Como para essa doutrina a configuração de um contrato não dependerá necessariamente de uma declaração de vontade, ela também reconhece que acordos de vontade que apresentem declarações com vícios poderão ser, não obstante o vício, entendidos como contratos. Para a conceituação clássica de contrato, a visão de um contrato como acordo de vontades pressupõe que essas vontades sejam livres e autônomas, ou seja, que que não apresentem vícios de qualquer ordem. Assim, caso o acordo de vontades contenha uma vontade viciada, este contrato será nulo ou anulável; caso não contenha um acordo de vontades livres em si, nem mesmo poderá ser reputado como contrato. Em ambos os casos, a consequência é que esse contrato não terá eficácia jurídica, e, portanto, exigibilidade perante um Tribunal.
Na sociedade contemporânea é comum que sejam celebrados acordos de vontades sem que esteja presente o requisito da autonomia da vontade; não obstante, as partes que celebram tais acordos os celebram como se contratos fossem, na expectativa de que irão vincular os contratantes e serão juridicamente exequíveis. A doutrina costuma citar como exemplos os contratos celebrados por menores de idade. No direito brasileiro, o contrato celebrado por menor de 16 anos é absolutamente nulo. Não obstante, nos dias atuais afigura-se corriqueira a celebração de contratos por menores; uma criança pode realizar contratos de transporte (quando pega um ônibus ou um metrô, por exemplo), contratos de compra e venda (quando compra um pão na padaria), comodato (quando pega um livro emprestado na biblioteca municipal), etc. Segundo a visão clássica dos contratos, tais acordos ou não são contratos, ou se reputados contratos, são inválidos, já que o menor não dispõem de uma vontade livre, sob o ponto de vista legal. Todavia, tais contratos são celebrados rotineiramente, produzindo efeitos válidos no mundo dos fatos. 
Essa dificuldade em explicar tais figuras é resolvida pela teoria das relações contratuais de fato. Para os autores dessa corrente, nessas circunstâncias deve-se avaliar, em cada caso concreto, se o contratante tinha capacidade de reconhecer o significado social típico de seu ato. Em caso afirmativo, devem ser aplicadas à relação todas as normas jurídicas incidentes sobre um contrato. Voltando ao seu exemplo do bonde, Lorenz argumenta que "uma criança pequena já sabe que precisa pagar algo para andar de bonde", de sorte que nesse caso estará configurado um contrato, mesmo não havendo, formalmente, uma declaração de vontade (já que menor de idade). Por outro lado, se "a criança não tiver ainda tal conhecimento e viajar por brincadeira, sem pensar nas consequências, um   cobrador razoável não exigirá o valor da passagem".

## História

### Roma antiga
O direito romano distinguia, dentre as convenções nascidas da vontade, os contratos (contractus) e os pactos (pactum), diferenciando-se entre eles pela força obrigacional do primeiro, o que permitia que, caso descumprido, fosse a obrigação demandada em juízo, por meio da invocação da actio. Por outro lado, o pacto não era dotado de força cogente, não podendo seu descumprimento ser alegado por meio da actio romana. A distinção entre contrato e pacto não existe mais atualmente, já que modernamente toda convenção entre as partes é dotada de força vinculante, desde que observados certos requisitos legais. Não obstante, a terminologia jurídica continua a utilizar da palavra "pacto", não mais para designar uma convenção sem força obrigatória, mas sim para nomear alguns contratos acessórios.
O direito romano dividia os contratos em verbais (verbis), que impunham a pronúncia de fórmulas verbais especificais, escritos (litteris) e de entrega de coisa (re). O direito contratual na época caracterizava-se pelo formalismo exagerado: os contratantes não podiam criar tipos contratuais, estando restritos aos contratos expressamente previstos. Os contratos também apresentavam formalidades e solenidades que, se descumpridas, poderiam levar à desnaturação do contrato, que passaria a ser considerado um mero pacto. Tais exigências acabaram por fazer com que o contrato fosse uma figura de pouco utilidade na sociedade romana da época, desempenhando um papel meramente residual.
Algumas solenidades praticadas em Roma sobreviveram à queda do Império Romano do Ocidente, passando a integrar a tradição de certos povos. Anderson Schreiber aponta como exemplo a necessidade de uma palmada no rosto do outro contratante (emptio non valet sine palmata), para se aperfeiçoar a compra de gado em alguns mercados da Europa central.

### Idade Média
Durante a Idade Média, o direito contratual sofreu longa e profunda transformação, sobretudo pela influência do direito canônico. A evolução da matéria durante a época acabou por relativizar o formalismo exigido pelos romanos nos contratos. O formalismo não foi abandonado; todavia, passou-se a exigir a mera menção às formalidades necessárias, e não a verificação da efetiva prática dessas formalidades. Bastava, portanto, mencionar-se  que formalidade fora cumprida, não sendo necessário a sua própria observância.
Ademais, a Igreja Católica considerava como pecado a quebra da palavra dada, de modo que a mera promessa era considerada como de caráter vinculante. Tais posições levaram à formulação do chamado consensualismo, que é a ideia de que o simples consenso basta para a formação do contrato. Desse modo, a palavra passava a ser fonte contratual, e o contrato matéria não apenas jurídica, mas também religiosa.
O contrato foi pouco desenvolvido na Baixa Idade Média, já que as relações contratuais limitavam-se a disciplinar relações de suserania e vassalagem. Essa situação foi paulatinamente se modificando a partir do século XI, com as Cruzadas, que possibilitaram a reabertura de antigas rotas comerciais entre Oriente e Ocidente, gerando o renascimento do comércio nessas rotas. O restabelecimento do comércio acabou por exigir a criação de um conjunto de normas supralegais, já que cada comerciante aplicava a seu negócio o direito costumeiro de seu próprio povo, criando uma profusão de normas muitas vezes inconciliáveis entre si. Surge então a lex mercatoria, composta de costumes e boas práticas voltadas à prevenir conflitos derivados do
comércio.
O fortalecimento da prática comercial teve como consequência o surgimento de uma nova classe social, a burguesia. O fortalecimento da burguesia veio a assentar as bases modernas do contrato.

### Revoluções burguesas
As Revoluções burguesas do século XVIII inauguraram uma nova ordem política e econômica na Europa, de base filosófica essencialmente liberal. As ideias liberais pregavam um Estado mínimo, que pouco interferisse na vida dos cidadãos. Dessa forma, a atividade econômica era entendida como atividade exclusivamente privada, na qual a autonomia individual da vontade deveria prevalecer. Nesse contexto, o contrato passa a ser visto como o instrumento jurídico por excelência da atividade econômica, e elemento legitimador da sociedade liberal da época.
Para permitir a ampla circulação de bens, o liberalismo jurídico passou a defender que os contratantes poderiam dispor de seu patrimônio como bem entendessem. A "justiça" do contrato e de suas prestações não é mais discutida; o contrato é válido se cumpre os requisitos legais. Consagrava-se a máxima de "quem diz contratual, diz justo" (qui dit contractuel, dit juste, no original, em francês), segundo a qual o mero acordo de vontades entre duas partes contratantes já é expressão da justiça. Desse modo, não cabia mais ao Estado, por meio do Poder Judiciário, adentrar no conteúdo do contrato, já que esse exame importaria em interferir no que fora pactuado. O contrato, assim compreendido como uma expressão da liberdade individual, seria incompatível com as restrições estatais que pudessem se opor a essa liberdade. O papel estatal se limitava a assegurar o cumprimento do contrato, que passou a ser visto como "lei entre as partes".

### Revoluções socialistas e Estado de bem estar social
O liberalismo começou a ser questionado na metade do século XIX e primeira metade do século XX, como reação ao que era visto como arbitrariedades da classe burguesa. A liberdade contratual foi fundamental para a Revolução Industrial, mas acabou gerando distorções sobretudo nas relações de trabalho, no qual era comum que os trabalhadores fossem submetidos a condições precárias de trabalho, com baixos salários e longas jornadas. Pensadores socialistas como Conde de Saint-Simon e Karl Marx passaram a se insurgir contra a ausência de proteção contratual aos mais fracos. Surgem as bases do socialismo moderno, que passa a cooptar cada vez mais as massas de trabalhadores insatisfeitos, resultando na Revolução Russa de 1917 e a implantação do socialismo no país europeu.
Com o avanço do socialismo, a Grande Depressão e as primeira e segunda guerras mundiais, o liberalismo passou a retroceder. Como reação ao socialismo, passou-se a defender a maior intervenção estatal na economia, protegendo-se sobretudo os elementos mais fracos da sociedade. A intervenção estatal diminuiu o espaço da autonomia privada, e os contratos passaram a sofrer uma maior intervenção do Estado. Os contratos de trabalho são os mais afetados, sendo estabelecidas diversas normas de proteção ao trabalhador. Movimento semelhante seria visto décadas mais tarde com os contratos de consumo. Tais mudanças levam à criação do chamado Estado de bem-estar social.
Nesse contexto de mudanças, muitas autores passam a discutir a questão da "justiça" contratual, com estudos sobre a boa-fé objetiva, buscando inserir nos contratos preocupações éticas. Volta-se a admitir também a intervenção do Poder Judiciário nos contratos, sob o fundamento da equivalência entre as prestações. Alguns autores se insurgem contra tais mudanças, afirmando que o direito dos contratos estaria em decadência e declínio, chegando a se anunciar sua "morte".

### Direito contratual contemporâneo
A idade contemporânea viu uma massificação da figura do contrato, a ponto de autores afirmarem que nos dias atuais dificilmente alguém chega ao fim de sua vida sem celebrar um contrato, bem como tais avenças serem muitas vezes de duração permanente, a exemplo de contratos de conta corrente, locação de imóvel, seguro, etc. O advento da globalização e da internet não só auxiliou nessa massificação, como criou novos espaços de atuação do direito contratual.

## Elementos de um contrato
O contrato, como todo negócio jurídico, deve apresentar certos elementos mínimos para que exista, tenha validade e produza efeitos. Fala-se em elementos essenciais para designar elementos que integram a própria essência do ato, e em elementos acidentais, que são elementos inseridos no contrato pelas partes. Os elementos essenciais são divididos em essenciais à existência do ato, também denominados elementos constitutivos, devendo estar presentes para que o contrato exista no plano jurídico, e essenciais à validade, os quais tornam o contrato inválido, se apresentados com algum defeito ou vício. Não há, contudo, uma padronização nessa denominação. Alguns autores preferem falar em requisitos ao invés de elementos; outros diferenciam pressupostos de requisitos; havendo ainda aqueles que distinguem requisitos extrínsecos e intrínsecos. Há razoável consenso, no entanto, em apontar como elementos essenciais à existência de um contrato (e de todo negócio jurídico) o sujeito, o objeto e a forma; alguns autores adicionam também a vontade. Por outro lado, são elementos essenciais à validade de um contrato o "agente capaz", "objeto lícito, possível, determinado ou determinável” e “forma prescrita ou não defesa em lei”, elementos correspondentes ao art. 104 do Código Civil brasileiro. Por fim, são considerados elementos acidentais o termo, a condição e o encargo.

### Elementos essenciais

#### Sujeitos
O contrato é um negócio jurídico bilateral ou plurilateral, de modo que necessita, para sua existência, da participação de pelo menos dois sujeitos. Os chamado autocontratos ou contratos consigo mesmo, apesar da denominação, são considerados contratos, já que se identifica neles dois sujeitos e duas vontades distintas. O autocontrato é figura que pode surgir em duas situações. Na primeira, uma parte do contrato atua com duplo papel: em nome próprio e em nome alheio, representando a outra parte. Assim, se num contrato de locação, o locatário representa a si mesmo e, ao mesmo tempo, atua como representante do locador, ter-se-á um autocontrato. De igual modo, haverá autocontrato caso alguém, procurador de terceiro, venda para si mesmo, representando esse terceiro, coisa que era de propriedade do seu representado. Na segunda hipótese, o contrato é celebrado pela vontade de uma única pessoa, que atua como representante de ambas as partes. É o caso de ambas as partes terem o mesmo representante, havendo então dupla representação. O Código Civil brasileiro determina que o autocontrato é anulável, salvo se permitido por lei ou pelo representado (art. 117). Já os Códigos Civis de Portugal e Itália admitem o negócio, desde que ausente conflito de interesses. O autocontrato é considerado contrato, pois não obstante seu nome, não há verdadeiramente um contrato consigo mesmo; o representante da(s) parte meramente a(s) representa, de modo que há dois sujeitos e duas declarações distintas. Em outras palavras, as vontades são expressas por um único emitente (o representante), mas representam titulares distintos.
Os sujeitos são elementos essenciais à existência e validade do contrato. Isso significa que um ato no qual não se possa identificar dois sujeitos não será um contrato. Esse "contrato", portanto, é dito inexistente. Por outro lado, a presença desse sujeitos deve se dar de uma forma válida, segundo os requisitos legais; do contrário, o contrato existirá - já que presentes suas partes - mas será inválido. Assim sendo, os sujeitos contratuais devem ser  capazes de contratar. No direito brasileiro, o contrato será nulo se celebrado com absolutamente incapaz, e anulável, se celebrado com relativamente incapaz. Além dessa capacidade, dita genérica, certos contratos exigem uma capacidade específica, também chamada de legitimidade, fundada em certas restrições criadas pelo legislador à faculdade de contratar. Como exemplo, pode-se citar a chamada outorga uxória, que exige o consentimento do cônjuge quando da venda de bem imóvel. Nesse caso, o vendedor do bem apresenta a capacidade genérica, mas ainda assim não poderá celebrar o contrato de compra e venda de seu imóvel, já que a lei impõe que a anuência do cônjuge.
Além dos sujeitos, muitos autores apontam que a vontade é elemento essencial à existência do contrato. Para o plano da existência do contrato, basta que se possa identificar duas vontades, pouco interessando se são válidas ou não. Havendo duas vontades e a presença dos demais requisitos, está presente o contrato. Todavia, se essa vontade não for válida - por não ter se dado de forma livre e desimpedida, por exemplo - o contrato existirá, mas será inválido. A doutrina distingue a vontade de sua declaração. Apontam os autores que, feita a declaração, ela se desprende da vontade, adquirindo autonomia. Isso significa que, feita a declaração de vontade, o sujeito fica obrigado a essa declaração, ainda que ela venha a produzir efeitos não queridos por ele. Dessa forma, o contratante não pode "voltar atrás", alegando que não era aquilo que tinha em mente; a declaração tem vida própria e pode mesmo se contrapor à vontade do declarante.

#### Objeto
O contrato, como todo negócio jurídico, deve apresentar um objeto. Para que o contrato seja válido, esse objeto deve ser lícito, possível e determinado ou determinável, nos termos do art. 104, II do Código Civil brasileiro. O objeto lícito é aquele que não seja proibido pelo direito ou pela moral; o objeto possível é aquele que possa existir tanto campo físico quanto no jurídico; por fim, o objeto determinado ou determinável é aquele que possua elementos mínimos de individualização que lhe permitam caracterizá-lo. Além desses requisitos, a doutrina majoritária entende que o objeto deve ter conteúdo patrimonial. Nos contratos em que há transferência de propriedade (como na compra e venda) - denominados contratos translativos - o objeto a ser transferido deve ser alienável. No direito brasileiro, o contrato translativo de coisa inalienável é reputado como nulo.

#### Forma
A forma, sob o ponto de vista da existência do contrato, é o meio de exteriorização da vontade do contratante, isto é, a escrita, a fala, a mímica, etc. Do ponto de vista da validade do contrato, deve-se observar a forma específica, prescrita por lei. As formalidades legais podem ser várias, sendo a mais comum a imposição de um contrato escrito, vedando-se, portanto, a celebração oral. Outra solenidade legal comum em diversos contratos é a exigência de instrumento público. No direito brasileiro, será nulo o contrato formal que não observar a solenidade determinada pela lei (art. 166, IV, Código Civil). O elemento da forma é exceção, já que, em regra, o contrato dispensa forma específica.

## Formação do contrato
A formação de um contrato é vista, em sua forma clássica, de uma forma binária: uma das partes faz uma proposta a outra, e caso essa aceite, tem-se formado o contrato. Há, portanto, duas declarações unilaterais de vontade: a proposta e a aceitação. Antes da celebração do contrato, os interesses dos contraentes são contrários. Cite-se como como exemplo a compra e venda: o vendedor quer vender o objeto pelo preço mais alto possível, e o comprador adquiri-lo pelo preço mais baixo. O contrato, portanto, só surgirá quando ambas as partes chegarem a um denominador comum. Assim, de início um dos contratantes formula uma proposta e envia ao outro, que é chamado de oblato - pessoa a quem é feita a proposta de um contrato. O oblato irá então examinar essa proposta, tendo três opções: aceitá-la, se celebrando então o contrato; recusá-la, não se formando o contrato; aceitando-a com modificações, enviando essas modificações ao antigo proponente, agora oblato, que se encontrará diante da mesmas três opções.
Essa estrutura, contudo, é rara na vida contemporânea. Aponta a doutrina que o mais comum é que a formação do contrato se dê de formas mais rígidas ou menos rígidas do que o apontado. No mercado de consumo, o corrente é que a proposta seja ofertada de forma imodificável, só cabendo ao oblato aceitá-la ou recusá-la, nos chamados contratos de adesão. Por outro lado, em contratos que envolvam negócios mais complexos, o mais comum que é as vontades não sejam emitidas unilateralmente, mas construídas bilateralmente, por meio de negociações preliminares, também denominadas de "puntuação". Nessas negociações, não é possível, se não por ficção jurídica, apontar quem é o proponente e quem é oblato, já que o acordo de vontades foi construído conjuntamente pelas partes.

### Negociações preliminares
As negociações preliminares constituem em fase anterior à celebração contratual, sem força vinculante. Trata-se de fase normalmente composta por vários atos entre as partes (contatos, reuniões, cálculos, elaboração conjunta de minuta, etc.), para se chegar a um consenso final. Apesar dessa fase não ter força vinculante, já que ninguém é obrigado a contratar, a doutrina aponta que eventuais danos daí decorrentes podem vir a ser indenizados, caso se demonstre que havia uma legítima expectativa de contratar. O principal exemplo é a hipótese de alguém efetuar certas despesas em razão de contrato que imaginava que seria celebrado, ou de deixar de contratar com terceiro na esperança que o contrato com outrem fosse finalizado. Esse dever de indenizar advém da boa-fé objetiva e dos deveres acessórios de todo contrato, tais como a lealdade e confiança.

## Classificação dos contratos

### Contratos unilaterais, bilaterais e plurilaterais
Todo contrato depende de pelo menos duas ou mais manifestações de vontade para existir. A classificação entre contratos unilaterais e bilaterais não leva em conta o número de manifestações de vontade para sua formação - que no contrato serão sempre duas, no mínimo - mas sim os efeitos desse vínculo obrigacional: contratos nos quais apenas uma das partes são obrigadas são ditos unilaterais, ao passo que os contratos com obrigações recíprocas são classificados como bilaterais. Dentro dessa classificação, pode-se falar ainda em contratos plurilaterais, quando haja mais de dois contratantes com obrigações recíprocas, como é o caso do contrato de constituição de uma sociedade ou de um condomínio.
O clássico contrato bilateral é o contrato de compra e venda, já que neste se visualizavam obrigações interdependentes e recíprocas entre os contratantes: o vendedor tem a obrigação de entregar a coisa pactuada, e o comprador de pagar o preço. No contrato bilateral, cada obrigação é a causa da outra, de modo que a existência de uma obrigação é subordinada à existência da outra - o que se denominada de sinalagma (do grego συνάλλαγμα, "troca"). Assim, na compra e venda, entrega-se a coisa porque há um preço a ser pago; paga-se o preço porque há uma coisa a ser entregue. Isso significa que descumprida uma das obrigações, há justa causa para a resolução do contrato, uma vez que se uma obrigação é causa da outra, deixando-se de cumprir uma perderia o sentido do cumprimento da outra.
Já o contrato de doação é comumente citado como contrato unilateral, já que apenas o doador assumirá uma obrigação, de entregar o bem, sem poder se falar em contraprestação do donatário. Em outras palavras, apenas o donatário aferirá vantagens. Em razão dessa diferenciação, costuma-se dizer que no contrato bilateral cada uma das partes é credora e devedora da outra (já que as obrigações são recíprocas), ao passo que no contrato unilateral há apenas um credor e um devedor, em posições estáticas.
Para a maioria dos autores, o contrato só será bilateral se houver sinalagma entre as obrigações. Por essa razão, tais contratos são também denominados contratos sinalagmáticos. Isso significa que um contrato de doação, ainda que estipule certo encargo ao donatário, continuará sendo unilateral, já que esse encargo é totalmente independente da obrigação de doar. A título de exemplo, cita Anderson Schreiber a doação de um veículo, na qual se estipula que o donatário terá de registrá-lo junto ao órgão competente. Esse encargo do donatário não transforma o contrato em bilateral, já que, nas palavras do autor, "está claro que a obrigação do doador (entrega do automóvel) não está sendo assumida em razão do compromisso do donatário de realizar o registro formal da transferência". Esse entendimento, apesar de majoritário, não é unânime; há quem entenda que a bilateralidade contratual se dá com a mera produção de efeitos para ambos os contratantes. Para esses autores, contratos bilaterais e sinalagmáticos não se confundiriam.
Há ainda aqueles que defendem a existência de uma figura intermediária entre o contrato bilateral e unilateral, chamado de contrato bilateral imperfeito. Este é um contrato unilateral em sua formação, mas à vista de circunstâncias excepcionais, podem dele nascer obrigações para aquele que originariamente não as tinha, como se fosse um contrato bilateral. No direito brasileiro, é citado como contrato bilateral imperfeito o contrato de depósito, já que este, apesar de surgir como um contrato unilateral, com a obrigação de apenas uma das partes - do depositário de guardar a coisa - torna-se possível que o depositante seja obrigado a pagar ao depositário as despesas feitas com a coisa, bem como os prejuízos que provierem do depósito (art. 643 do Código Civil), em virtude de circunstância superveniente. A existência de uma figura autônoma intermediária entre um contrato bilateral e unilateral não é pacífica. Não obstante, mesmo os autores que defendem a existência do contrato bilateral imperfeito aduzem que este, ainda que posteriormente atue como contrato bilateral, está sujeito ao regime dos contratos unilaterais, já que o encargo que lhe caracteriza como "bilateral imperfeito" não nasce durante o contrato, mas somente após sua conclusão.

### Onerosos e gratuitos
Denomina-se de contrato oneroso aquele no qual cada parte assume um ônus econômico. Como exemplo de contrato oneroso, tem-se a compra e venda e a locação. No primeiro, o comprador tem de pagar o preço, e o vendedor de entregar a coisa; no segundo o locador deve emprestar a coisa, e o locatário pagar o aluguel. Em ambos os casos, percebe-se claramente que cada parte irá experimentar benefícios e vantagens. Assim, ambos os contraentes obtêm proveito do contrato, ao qual, porém, corresponde um sacrifício. Essa correlação entre o benefício e o sacrífico é denominada de correspectividade, e considerada como elemento caracterizador do contrato oneroso.
Já o contrato gratuito é aquele que em que apenas uma das partes assume ônus econômico, enquanto a outra parte apenas obtém benefício. O contrato gratuito envolve uma liberalidade de um contratante em favor do outro. Por essa razão, são também chamados de contratos benéficos, por influência da figura francesa do contrato de bienfaisance ("caridade"). Os contratos de doação e comodato são comumente apontados como gratuitos.
A classificação entre onerosos e gratuitos é semelhante à classificação entre bilaterais e unilaterais, mas com ela não se confunde. A classificação de contratos bilaterais e unilaterais leva em conta um critério jurídico: existência ou inexistência de obrigações recíprocas. Já a classificação de contratos onerosos e gratuitos leva em conta um critério econômico, qual seja, o ônus patrimonial sofrido por uma ou por todas as partes. Via de regra, um contrato bilateral será oneroso, e um contrato unilateral será gratuito, mas há exceções a essa regra. No direito brasileiro, o mútuo feneratício é apontado como exemplo de contrato unilateral oneroso. É unilateral porque cria obrigação para apenas uma das partes: a entrega da coisa (no caso, dinheiro), pelo mutuário. Todavia, no mútuo feneratício, há a estipulação de juros, de modo que a vantagem recebida pelo mutuário (o dinheiro emprestado) irá equivaler a um sacrifício patrimonial, que será o ônus pagar de os juros. Identifica-se, portanto, apenas uma obrigação (restituir o dinheiro emprestado), confirmando sua natureza unilateral, mas com ônus patrimoniais para ambas as partes (mutuante deve emprestar a quantia; mutuário deve pagar os juros), o que confirma a característica de contrato oneroso. 
O contrato de mandato, por sua vez, é apontado como exemplo de contrato bilateral que pode ser gratuito. Trata-se de contrato bilateral no direito brasileiro, já que o Código Civil prevê obrigações recíprocas tanto para mandatário (art. 667 do Código Civil) quanto para mandante (art. 675), mas que poderá ser gratuito, caso não haja estipulação de uma remuneração ao mandatário. É possível o surgimento de encargos ao mandante no contrato de mandato gratuito, mas esse não perde essa característica (de gratuito), já que tais encargos surgem em momento posterior a da celebração do contrato (por exemplo, o encargo de pagar as despesas necessárias à sua execução).
Um contrato oneroso que não preveja ônus econômico, ou vice-versa, contrato gratuito que preveja esse ônus, deve ser reputado como se celebrado outro tipo contratual - assim, uma compra e venda que preveja apenas a entrega de certo bem, sem o pagamento de preço, deve ser entendido como uma doção. Do contrário, tratar-se-á de contrato nulo.

### Comutativos e aleatórios
O contrato comutativo é o que, uma das partes, além de receber prestação equivalente a sua, pode apreciar imediatamente essa equivalência, como na compra e venda.
Nos aleatórios, as partes se arriscam a uma prestação inexistente ou desproporcional, como exemplos, seguros, empréstimos. Simplificando, é o contrato de decisões futuras, em que uma parte é responsável por elas acontecerem ou não. 

### Formais ou informais
A classificação entre contratos formais e informais se refere à forma de sua celebração. Denominam-se contratos formais, ou solenes, aqueles que dependem de uma forma específica, prescrita por lei, que é condição de validade do contrato. As formalidades legais podem ser várias, sendo a mais comum a imposição de um contrato escrito, vedando-se, portanto, a celebração oral. Outra solenidade legal comum em diversos contratos é a exigência de instrumento público. No direito brasileiro, será nulo o contrato formal que não observar a solenidade determinada pela lei (art. 166, IV, Código Civil).
Já os contratos informais, ou não solenes, têm forma livre. No direito brasileiro, a regra é que o contrato terá forma livre, salvo havendo disposição legal em sentido contrário. Tem-se aqui o que a doutrina denomina de princípio da liberdade da forma ou liberalidade da forma, que é previsto expressamente no art. 107 do Código Civil, que dispõe que "a validade da declaração de vontade não dependerá de forma especial, senão quando a lei expressamente a exigir".
Alguns autores distinguem os contratos solenes dos formais. Seriam contratos solenes aqueles que exigem escritura pública, ao passo que os contratos formais exigem apenas forma escrita, sem a necessidade de instrumento público. Dessa forma, para tais autores a forma é gênero do qual a solenidade é espécie, o que significa que todo contrato solene será necessariamente formal (por exigir forma de instrumento público), mas nem todo contrato formal será solene - bastando ter forma escrita, mas sem a necessidade de forma pública.
O Código Civil brasileiro permite que as partes estabeleçam que um contrato só poderá ser celebrado por instrumento público (art. 109). Nesse caso, contrato em princípio não formal passa a ser formal por determinação dos contratantes. O contrário, ou seja, um contrato solene cuja forma seja dispensada por acordo entre as partes, não é possível, já que as formas legais são de observância obrigatória.

### Consensuais ou reais
São consensuais os contratos que exigem o mero consenso entre os contratantes para sua formação. Por outro lado, os contratos reais exigem algo a mais que o mero consenso, que é a entrega de certa coisa. O contrato é chamado de real em referência ao contrato romano de res ("coisa", em latim), contrato de entrega de bem. Essa entrega da coisa é chamada pelo direito de tradição, do latim traditio. Desse modo, se entende que, nos contratos reais, antes da entrega efetiva da coisa, ter-se-á mera promessa de contratar e não um contrato perfeito e acabado. No direito moderno, a regra é que os contratos são consensuais, e os reais exceções.
A distinção entre contratos consensuais ou reais diz respeito ao momento de formação do contrato, não se confundindo com seu cumprimento. O contrato de compra e venda, por exemplo, é consensual, e não real, já que se considera formado com o mero consenso acerca da coisa e do preço. A entrega dessa coisa, portanto, diz respeito à eficácia do contrato, e não de sua validade. Se a coisa pactuada não for entregue, o contrato continua a existir, com o inadimplemento de uma das partes. No contrato real, por outro lado, o contrato não se considera sequer formado sem a entrega do bem.
Essa classificação é considerada problemática por parte da doutrina, que a considera inútil e mesmo injustificável. A primeira crítica é que essa classificação se sobrepõe com a classificação entre contratos formais e informais, já que todo contrato real será formal, por exigir uma solenidade para sua formação - a entrega da coisa. Dessa forma, todo contrato informal será consensual. A maior crítica, contudo, vem do ponto de vista não estrutural, mas sim funcional: argumenta-se que a exigência da tradição para que o contrato se aperfeiçoe é um formalismo por demais rigoroso, sendo até denominado de "romanismo injustificável", em referência à origem romana dessa classificação. Para os proponentes dessa tese, a entrega da coisa deveria ser reputada como elemento da execução do contrato, e não de sua constituição. Caio Mário foi um dos defensores desse ponto de vista, apoiando a "suspensão da categoria dos contratos reais". Sua sugestão, contudo, não vigorou no Código Civil de 2002, que continuou a manter a classificação de contratos reais. 
Por outro lado, há autores que entendem que a exigência da tradição como elemento indispensável à validade do contrato é medida que visa à proteção dos contratantes, impedindo, nas palavras de Anderson Schreiber, citando o exemplo do comodato, "que seja considerado formado um contrato de comodato – no qual, por definição, o comodante sofre a privação de um bem sem receber nenhuma contrapartida – sem um ato inequívoco do comodante".
No direito brasileiro são apontados como contratos reais o comodato, o mútuo, o depósito e o penhor. A classificação do mútuo como contrato real, apesar de amplamente majoritária, não é unânime, já que o Código Civil não dispõe expressamente que a entrega da coisa aperfeiçoa o contrato, como o faz com outras figuras reputadas de forma unânime como contratos reais, como o comodato. Dessa forma, Anderson Schreiber critica o entendimento dominante de que se trata de um contrato real, afirmando que "a natureza real do contrato não pode ser presumida, mas somente pode ser admitida quando resulte da inequívoca opção legislativa, o que não ocorre no contrato de mútuo".

### Contratos típicos e atípicos
Contratos típicos são aqueles que a lei denomina e regulamenta por meio de regras contratuais específicas. O contrato é dito típico, pois corresponde a um tipo contratual previsto na lei, em analogia à figura do tipo penal. Por outro lado, são atípicos os contratos não previstos e regulados em lei. Contratos típicos e atípicos são também denominados nominados e inominados. Alguns autores criticam o uso de "contratos nominados" e "inominados", já que essa denominação passa a falsa impressão de que bastaria que a lei nomeasse um contrato para que ele fosse considerado "nominado". A mera apresentação de um nome contratual, contudo, não é suficiente para essa classificação, devendo ser o contrato também regulamentado pela lei. Prefere-se, nessa visão, a utilização de contratos "típicos" e "atípicos". Outros diferenciam os contratos típicos e atípicos dos nominados e inominados, aduzindo que a primeira classificação se refere à existência ou não de regulação legal, ao passo que a segunda se refere à existência ou não de denominação própria para o contrato. Os conceitos, portanto, não se confundiriam, apesar de tais autores reconhecerem que todo contrato nominado é típico, e todo contrato inominado atípico.

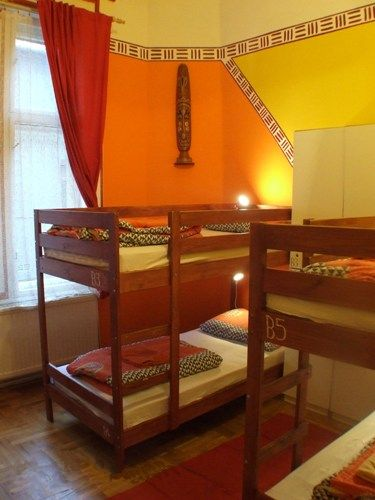
Dormitório em um hostel. O contrato de hospedagem é caracterizado pela doutrina como um contrato misto.

Os contratos atípicos são justificados pela autonomia privada e pela liberdade contratual, bem como a impossibilidade de o legislador catalogar em um rol exaustivo todas as situações que levam as pessoas a se relacionar e a contratar. No direito brasileiro, o Código Civil autoriza a celebração de contratos atípicos em seu art. 425, que versa que "é lícito às partes estipular contratos atípicos, observadas as normas gerais fixadas neste Código". Apesar do contrato atípico não estar previsto e regulamentado em lei, ele deve observar as regras gerais dos contratos para que seja válido.
Os contratos atípicos são classificados em contratos atípicos propriamente ditos e contratos mistos. São denomninados contratos atípicos propriamente ditos aqueles formados por elementos inteiramente originais, ao passo que denomina-se de contrato misto os contratos atípicos que se valem de certos elementos de contratos típicos. Nos contratos mistos, se fundem diversos contratos típicos, ou contratos típicos com atípicos, formando um novo contrato atípico.
Segundo Paulo Lôbo, certas combinações ou misturas de contratos são tão frequentes no tráfico jurídico que constituem verdadeiros contratos típicos. Aponta como exemplo o contrato de hospedagem, na qual se reúnem três contratos distintos numa única avença: locação, pela entrega do quarto; compra e venda, pela entrega da comida, e prestração de serviços, pelos serviços prestados (como a limpeza de quartos). Orlando Gomes também aponta o contrato de hospedagem como um contrato misto.
Como os contratos mistos se valem das regras de vários contratos típicos ou atípicos, é possível que haja problemas em determinar qual será a disciplina jurídica desse contrato. Três diferentes soluções são sugeridas para o problema, cada uma com diferentes defensores. A primeira, denominada de teoria da combinação, defende que todo contrato pode ser decomposto em elementos isolados, para que cada um desses elementos tenha uma própria disciplina legal. A crítica aponta que o contrato é uma unidade orgânica, e não mera soma de seus elementos, de modo que o "isolamento de elementos particulares de um contrato e dos respectivos efeitos jurídicos não pode ser feito sem prejuízo de sua estrutura", nas palavras de Orlando Gomes. Já a teoria da absorção entende que em todo contrato misto há um elemento que prepondera, atraindo para sua órbita os demais, que ficaram sujeitos ao seu regime jurídico. A crítica, por sua vez, argumenta que o critério é insuficente, pois não raro em contratos mistos os elementos são equivalentes entre si, não podendo se identificar uma preponderância. A última teoria, chamada aplicação analógica, defende a interpretação analógica do contrato, por meio de aplicação analógica das regras contratuais que mais se aproximam do contrato misto. Caso não exista um contrato típico com o qual o contrato misto tenha afinidade, aplica-se os princípios gerais do direito contratual. Por último, há aqueles que entendem que os três critérios, por si só, são insuficientes para todas as hipóteses contratuais, de modo que a solução adequada - se teoria da combinação, absorção ou aplicação analógica - dependerá do caso concreto.

### Principais e acessórios
Os principais, são os que existem por si só, sendo independente de outros. Os acessórios são emendas do contrato principal, sendo que estes necessitam do outro para existirem.

### Paritários ou por adesão
Os contratos paritários, são os que realmente são negociados pelas partes, discutindo e montando-o dentro das formalidades da lei.
Já os por adesão, se caracterizam por serem prontos por um a das partes e aceitos pelas outras, sendo um pouco inflexíveis por excluir o debate ou discussão de seus termos.

## Interpretação dos contratos
Pela interpretação do contrato se determina seu alcance e efeitos. A função da interpretação é dar aplicabilidade ao contrato, determinando seus efeitos jurídicos. Todo contrato deve ser interpretado, já que ele é construído por meio da linguagem, que tem característica polissêmica, impondo uma constante atividade interpretativa. A interpretação contratual pode ser declaratória, construtiva ou integrativa. Será declaratória quando seu objetivo é descobrir o conteúdo da declaração dos contratantes. Por outro lado, será construtiva ou integrativa quando visar  ao preenchimento de lacunas e omissões no contrato. As regras de interpretação voltam-se, em primeiro lugar, às partes do contrato, que são as principais interessadas em seu cumprimento. Caso haja entre elas discordância sobre o conteúdo do contrato, a interpretação deverá ser feita por um juiz. Essa interpretação judicial, realizada mediante uma sentença, fixará o verdadeiro sentido da vontade contratual.
Um dos aspectos mais problemáticos da interpretação contratual ocorre quando a vontade de uma das partes é distinta do que foi declarado no contrato, e deve se decidir se qual dois elementos - vontade ou declaração - deve prevalecer. A vontade de cada contratante, portanto, distingue-se da declaração: a primeira é elemento psicológico interno e, portanto, subjetivo; já a declaração é um elemento externo, de caráter objetivo, materializada pela palavra escrita ou falada e, mais raramente, por gestos ou condutas dos contratantes. Ao longo da história, quatro teorias tentaram solucionar a questão.
A primeira, denominada teoria da vontade, defendida que a vontade interna deveria prevalecer sobre a declaração. Para essa teoria, a vontade seria elemento essencial do contrato, e a declaração apenas seu reflexo; dessa forma, no confronto entre ambas, a vontade é que deverá prevalecer em detrimento da declaração. Nessa visão, a interpretação é uma tarefa mais fática - de cunho psicológico - do que propriamente jurídica. Já a teoria da declaração se encontra no campo oposto: entende que a vontade interna é algo impossível de ser extraído, já que se encontra na esfera íntima dos contratantes, e, portanto, não pode ser levada em conta na interpretação contratual, restando apenas a declaração, que deve ser privilegiada.
Buscando uma posição intermediária entre as teorias da vontade e da declaração, surgem as teorias da responsabilidade e da confiança. A primeira parte de uma concepção voluntarista, defendendo que a intenção dos contratantes deve ser levada em conta na interpretação, mas de forma mitigada. Para a teoria da responsabilidade, a parte deve atuar com diligência para que a declaração seja expressão fiel de sua vontade; caso não observe esse dever, o ato será reputado inválido. Ao emitir sua declaração, portanto, tem como ônus manifestá-la de acordo com sua vontade. Já a teoria da confiança privilegia a declaração no confronto com a vontade, mas impõe a boa-fé do destinatário da declaração, boa-fé essa consistente na crença de que a vontade da outra parte converge com sua declaração. Dessa forma, nas palavras de Farias e Rosenvald, "se o declaratário conhecia ou poderia conhecer a divergência entre a declaração e a vontade, desaparece a boa-fé e prevalece a vontade real, causando a invalidade do negócio juridico".

## Extinção dos contratos
A extinção de um contrato promove o seu desaparecimento do mundo jurídico. Extinto o contrato, as obrigações nele pactuadas não podem mais ser exigíveis, em regra. A boa-fé, no entanto, pode fazer surgir a responsabilidade pós-contratual, sobretudo em relação aos deveres anexos ao contrato. O modo ideal de extinção do contrato é pelo seu cumprimento. Essa extinção é reputada como "normal" ou "regular" pela doutrina, por ser o resultado esperado pelas partes quando celebram o contrato; também é utilizada a expressão extinção ou fim "natural". Trata-se de forma de extinção considerada ideal, pois não apenas satisfaz ambos os contratantes, como também não apresenta maiores controvérsias jurídicas. A extinção natural ocorrerá não apenas no cumprimento das prestações, mas na ocorrência de qualquer circunstância fática expressamente prevista pelas partes no contrato. Além do término do contrato pelo cumprimento das obrigações, um contrato também pode ser extinto em razão de causas que antecedem, são contemporâneas ou supervenientes à celebração do acordo.

### Extinção natural
Os contratos realizam-se para a consecução de certo fim. Devem, portanto, ser executados, em todas as cláusulas, pelas partes contratantes. Cumpridas as obrigações, o contrato está executado, seu conteúdo esgotado, seu fim alcançado. Dá-se, pois, a extinção. Poder-se-ia dizer, em expressiva comparação, que se finda por morte natural. A execução é, essencialmente, o modo normal de extinção dos contratos.— Orlando Gomes, Contratos.
Realizado o conteúdo de um contrato, este tem-se por finalizado e extinto, com a extinção, por via de consequência, das obrigações e direitos originados pelo contrato. Essa extinção natural pode ser instantânea, diferida ou continuada. Na extinção instantânea ou diferida, cumprida a prestação, extingue-se o contrato, por ter se exaurido seu objeto. Como exemplo, cite-se a venda de um bem móvel, em que, com o pagamento do preço e a entrega da coisa, consumada está a obrigação, extinguindo-se o vínculo contratual. Já na extinção continuada, os efeitos do contrato prolongam-se, repetindo-se as prestações. Nesse tipo de contrato, é comum a aposição de termo para limitar a sua duração, sendo por isso denominado de contrato por tempo determinado. Com o advento do termo final do contrato, estará este extinto.

#### Incidência de fatores eficiais
Denomina-se fato eficacial ou fator eficacial disposições inseridas num contrato, pelas partes, que submetem sua eficácia (daí o nome eficacial) a situações relacionadas ao decurso do tempo ou à ocorrência de um evento futuro e incerto.
Um contrato pode ser celebrado com um termo temporal, isto é, um prazo. Ultrapassado esse prazo, o contrato é reputado extinto, independentemente de a obrigação ter sido ou não cumprida - como ocorre, por exemplo, nos contratos de assistência técnica. As partes também podem estipular uma condição resolutiva para o contrato. Nesse caso, ocorrida a condição - que é um evento futuro e incerto - o contrato estará automaticamente extinto. Exemplo de condição resolutiva é a compra e venda com pacto de retrovenda. Nesse caso, o vendedor tem um prazo para recuperar a coisa vendida, restituindo o preço pago. A eficácia do contrato, portanto, fica submetida a um evento futuro e incerto (condição), que é a vontade do vendedor em reaver a coisa alienada.

### Extinção em razão de causas anteriores ou contemporâneas à formação do contrato
A extinção do contrato em razão de causas anteriores ou contemporâneas à sua formação é classificada como uma extinção "anormal", já que nessa hipótese não se configura o término natural do contrato, pelo cumprimento de suas prestações.

#### Nulidade
A nulidade é uma sanção jurídica pelo descumprimento de certos requisitos legais, que importa na não produção de efeitos pelo ato inquinado de vício. O contrato nulo é também chamado de contrato inválido. O contrato inválido é aquele que não preenche os requisitos subjetivos (capacidade das partes e livre consentimento), objetivos (objeto lícito, possível, determinado ou determinável) e formais (forma prescrita em lei).

#### Arrependimento
É possível que os contratos sejam celebrados com uma cláusula de arrependimento, pela qual o negócio poderá ser extinto mediante a declaração unilateral de vontade de uma das partes. O direito de arrependimento é um direito potestativo, e é visto como uma clásula excepcional num contrato, razão pela qual deve ser expressamente previsto. O direito de arrependimento deve ser realizado dentro do prazo estabelecido contratualmente; caso silente o contrato, deve ser exercido antes de sua execução,
pois o adimplemento deste importará renúncia tácita àquele direito. As partes podem prever uma multa para o pactuante que arrepender-se, no que é denominado de multa penitencial. Nesse caso, o arrependimento só se aperfeiçoará, com a extinção do contrato, pelo pagamento da multa.

#### Redibição
Denomina-se redibição a ação possível ao comprador para resilidir contrato de compra e venda, sob a alegação de vícios redibitórios - vícios ou defeitos ocultos da coisa comprada, que a tornam imprestável ou imprópria ao seu uso, diminuindo seu valor. A redibição é fenômeno que ocorre antes da celebração do contrato, pois o vício redibitório já existe no momento da aquisição do bem, apesar de desconhecido pelo comprador. Verificado um vício redibitório, a parte prejudicada por requerer a extinção do contrato, para que se volte ao estado anterior, ou seja, a coisa seja devolvida ao vendedor, e o preço ao comprador. É possível, no entanto, que esse comprador prefira uma revisão das prestações contratuais, com o abatimento proporcional do preço, com o que o contrato não será extinto.

### Extinção em razão de causas supervenientes à formação do contrato
Na extinção do contrato em razão de causas supervenientes à sua formação, o contrato foi celebrado entre os contratantes, sendo válido e eficaz juridicamente. Certas situações, posteriores à essa celebração, podem levar à dissolução do contrato.

#### Resolução
A resolução é a extinção do contrato fundamentada no descumprimento contratual. Sob a lógica sinalagmática de um contrato, como cada prestação se subordina à existência da outra, descumprida uma obrigação, configura-se a justa causa, uma vez que se uma obrigação é causa da outra, deixando-se de cumprir uma perderia o sentido do cumprimento da outra. Para a resolução, pouco importa se o descumprimento foi voluntário, isto é, se uma das partes se recusa a cumprir para com o contrato, ou se involuntário (como na ocorrência de caso fortuito ou força maior). Em ambos os casos, verificado o descumprimento, abre-se à parte prejudicada o direito de pedir a resolução contratual. A existência de culpa irá influenciar nas consequencias da resolução: não havendo culpa de uma das partes pelo inadimplemento, o contrato será extinto com a restituição das prestações já efetuadas; se o inadimplemento for imputável a conduta de uma das partes, o contraente prejudicado poderá pleitear perdas e danos.
As partes podem prever no contrato que, em determinadas hipóteses de descumprimento, estará a avença extinta. Trata-se da chamada cláusula resolutiva expressa. A cláusula resolutiva expressa promove a resolução automática do contrato, dispensando que a parte prejudicada tenha que se valer do Poder Judiciário para declarar que o contrato foi extinto. Isso não significa que a parte prejudicada não possa se socorrer do Judiciário; a sentença de eventual ação judicial, contudo, terá conteúdo meramente declaratório, declarando o contrato extinto e retroagindo essa declaração ao momento de extinção da avença (ex tunc). Nesse caso, a ação judicial terá como finalidade assegurar uma certeza jurídica - a de que o contrato foi extinto e não existe mais. A ação judicial também será necessária caso a outra parte entenda que não houve inadimplemento; como não se admite que os contratantes façam justiça com as próprias maõs (autotutela), o conflito deverá ser levado ao Judiciário.
O contrato será extinto nos termos da cláusula resolutiva, significando que se ela prever a necessidade de observância de algum ato (por exemplo, notificação extrajudicial da outra parte), este ato deverá ser praticado antes que o contrato seja considerado como extinto. Cláusulas resolutivas expressas têm sido cada vez mais raras nos contratos contemporâneos, sobretudo nos de longa duração, já que muitas vezes é mais benéfico não se romper de imediato o vínculo contratual e dar oportunidade a outra parte de remediar o inadimplemento.
A lei pode limitar, em certos casos, a incidência de cláusula resolutiva expressa, especialmente em situações nas quais uma das partes da relação é considerada "vulnerável", e, portanto, merecedora de proteção legal. Na locação de imóvel urbano no Brasil, o locatário pode, mesmo tendo inadimplido os aluguéis, pagar as quantias em atraso, junto com as demais verbas previstas pela lei, e com isso se manter no imóvel, impedindo a resolução contratual.
Caso as partes não prevejam no contrato hipóteses expressas de resolução, tem-se o que é denominado de cláusula resolutiva "tácita". A denominação tem origem no direito romano, que não previa expressamente o direito à resolução. Para contornar-se a omissão legislativa, passou a se entender que todo contrato teria uma cláusula resolutiva presumida - daí "tácita". Nos dias atuais, a denominação é tecnicamente imprópria, já que as legislações costumam prever de forma expressa o direito à  resolução. Não obstante, o nome continua a ser utilizado, tanto pela doutrina quanto pela legislação. Na falta de cláusula resolutiva expressa, o contrato só poderá ser extinto por meio de uma ação judicial. Caberá ao Estado-juiz, nesse caso, avaliar se houve ou não o inadimplemento, e declarar a resolução do contrato, com efeitos retroativos (ex tunc).

##### Violação positiva do contrato
Denomina-se violação positiva do contrato o seu adimplemento insatisfatório, isto é, a parte cumpre com sua obrigação contratual, mas a realiza de modo tão deficiente que ainda assim pode se falar em descumprimento da avença. Farias e Rosenvald citam como exemplo tratamento médico que resulta na cura do paciente, podendo se falar em adimplemento; todavia, a técnica empregada é extremamente dolorosa e existiam meios alternativos para se obter o mesmo resultado, sem que isto implicasse em sofrimento para o paciente. Fala-se então em uma violação "positiva", já que o contratante efetou conduta tendente ao adimplemento, mas essa conduta é inexata e imperfeita, resultando em verdade num inadimplemento contratual. Dessa forma, ao contrário das hipóteses mais comuns de inadimplemento, no qual há omissão de uma das partes, que não pratica sua obrigação, na violação positiva verifica-se um ato positivo, mas imperfeito.
A teoria da violação positiva do contrato é de origem alemã, e tinha como propósito expandir as hipóteses de configuração de inadimplemento, já que o Código Civil alemão é bastante restritivo nessa matéria. A transposição dessa figura para o direito brasileiro é críticada por alguns autores, já que a concepção de "inadimplemento" do Código Ciivl brasileiro é mais ampla que a definição alemã, abrangendo também o adimplemento defeituoso. Sob esse aspecto, esses autores entendem que a utilidade prática da teoria, no direito brasileiro, é nula, já que a legislação já considera como inadimplemento o cumprimento inexato.
Em virtude dessas críticas, passou a se entender no Brasil que a violação positiva ocorre quando são descumpridos deveres anexos impostos pela boa-fé objetiva, deveres que não se relacionam com a obrigação principal do contrato. São citados como exemplos de deveres anexos o dever de informação, de proteção, lealdade, cooperação e sigilo. A violação positiva do contrato pode ocorrer na fases pré e pós-contratual, razão pela qual alguns autores citam esse tipo de violação como nova modalidade de inadimplemento. Violado positivamente o contrato, abre-se à parte prejudicada o direito de resolução do vínculo contratual.

#### Resilição
A resilição é a extinção do contrato motivada por iniciativa de uma ou ambas as partes. A resilição pode ser unilateral, quando a extinção é motivada pela vontade de uma das partes, ou bilateral, quando ambas manifestam essa vontade. A resilição bilateral, denominada distrato, é a regra, pois os contratos não podem ser extintos pela vontade exclusiva de um dos contraentes, salvo com a permissão da lei. A resilição não retroage (eficácia ex nunc). Dessa forma, num contrato de trato sucessivo, as prestações já cumpridas não devem ser restituídas.

##### Bilateral (distrato)
O distrato é a resilição bilateral do contrato. O distrato fundamenta-se na autonomia da vontade das partes, sob a lógica de que se os contraentes podem exercer sua autonomia para celebrar um contrato, também podem para desfazê-lo. O distrato é efetuado celebrando-se novo contrato, que estabelece o fim do antigo acordo e disciplina as consequencias jurídicas. Para a maioria dos autores, o distrato é um contrato de natureza peculiar, já que não cria relação jurídica, mas, ao revés, tem como função extinguir uma relação jurídica. Essa visão, contudo, não é unânime, existindo autores que não consideram o distrato como um contrato.
O Código Civil brasileiro exige que o contrato de distrato obedeça à mesma forma do contrato que visa extinguir (art. 472). Assim, um contrato que a lei exija que seja celebrado mediante instruumento público só poderá ser desfeito mediante outro instrumento público; um contrato escrito só poderá ser extinto por outro contrato escrito, etc. A legislação brasileira exige que se observe a forma prescrita pela lei, e não necessariamente aquela observada pelo contrato; é dizer, a título de exemplo, que se uma doação é celebrada mediante escritura pública, poderá ser desfeita mediante instrumento particular, já que a lei exige apenas forma escrita, não impondo a escritura pública. Não observada a imposição legal da forma, o distrato será nulo, o que significa que não produzirá efeitos, de modo que o contrato não terá sido extinto.
Via de regra, o distrato não retroagirá (eficácia ex nunc). As partes contratantes podem, no entanto, estipular de maneira diversa, se assim desejarem.

##### Unilateral
Tendo em conta que os termos de um contrato vinculam as partes pactuantes, um contrato não pode, em regra, ser extinto mediante decisão unilateral de um dos contratantes. Isso não significa que o contraente ficará eternamente vinculado ao contrato; poderá retirar-se do contrato, mas ao fazê-lo, estará incorrendo em descumprimento contratual, podendo ter que arcar com as consequencias dessa ruptura. Nesse caso, ter-se-á resolução contratual, e não resilição.
Em razão disso, só se admite a resilição unilateral com autorização legal. A resilição unilateral, dessa forma, é hipótese excepcional de extinção contratual. O Código Civil brasileiro exige, além de autorização legal, prévia comunicação à outra parte (art. 473). O objetivo do dispositivo é proteger a parte que realiza investimentos consideráveis na relação contratual, imaginando sua continuidade. Nesse caso, o Código Civil também impõe uma extensão compulsória da vigência do contrato após a notificação da denúncia, prescrevendo que, se uma das partes houver feito os chamados "investimentos consideráveis", "a denúncia unilateral só produzirá efeito depois de transcorrido prazo compatível com a natureza e o vulto dos investimentos" (art. 473, p. único).
Nos termos do Código Civil brasileiro, a resilição unilateral se dá pelo ato da "denúncia", ou seja, "denunciar um contrato" no direito civil significa resilir um contrato unilateralmente. Esse termo é de utilização comum em contratos de locação, sob a rubrica de denúncia vazia; "vazia", pois o contratante não precisa declinar suas razões para a resilição. A denúncia é um direito potestativo da parte, já que o outro contratante não poderá se opor à resilição, estando em posição de sujeição.
A autorização legal para a resilição unilateral pode ser expressa ou implícita. Aponta a doutrina como exemplos de autorizações legais expressas, no direito brasileiro, os contratos de mandato e comodato, que permitem a resilição unilateral por uma das partes, em razão desses contratos fundarem-se em uma especial relação de confiança entre as partes. Já a autorização implícita dar-se-á em razão da natureza do contrato. Cita-se como exemplo os contratos de prazo indeterminado, que podem ser resilididos unilateralmente sob o fundamento de que ninguém pode permanecer obrigado para sempre.

#### Frustração do fim do contrato
Denomina-se de frustração do fim do contrato a ocorrência de evento extraordinário e externo às partes que torne inviável o cumprimento do contrato, já que este (o contrato) perde seu sentido. O contrato, em suma, torna-se inútil para uma das partes, em razão de circunstâncias supervenientes à sua celebração. Segundo a teoria, esse evento externo leva à perda superveniente da base objetiva do contrato, resultando na sua extinção por  ineficácia superveniente. Entende-se como "base objetiva" do contrato o " conjunto de circunstâncias cuja existência ou persistência pressupõem devidamente o contrato", nas palavras de Nanni. Sem a base objetiva, portanto, não seria possível se alcançar o fim do contrato, já que não haveria propósito em se celebrar a avença, e esta própria não teria sentido.
A teoria da frustação do fim do contrato tem origem inglesa (frustration of purpose, "frustação do objetivo", em tradução livre), e é comumente associada aos coronation cases. Os "casos da coroação" foram uma série de dez ações judiciais ajuizadas nos anos 1900 envolvendo contratos de locação celebrados para assistir o cortejo da coroação do Rei Eduardo VII. O cortejo acabou adiado em razão de uma apendicite sofrida por Eduardo VII dois dias antes do evento. Os locatários argumentavam que o aluguel (no caso daqueles que pagaram adiantado) ou o depósito (no caso daqueles que pagaram uma caução) deveria ser devolvido, já que a finalidade da locação (assistir o cortejo) não era mais possível; já os locadores argumentavam que os locatários deveriam pagar o valor do aluguel, ou que, se já pago o aluguel, que ele não deveria ser devolvido, já que o objeto do contrato era a apenas a locação de um imóvel, objeto esse que não fora prejudicado com o adiamento do evento. Na maioria dos casos, as Cortes inglesas decidiram que nenhum dos dois lados tinha razão: o depósito não deveria ser devolvido, mas o aluguel também não deveria ser pago, em razão da frustação do fim do contrato. Em uma ação, contudo (Chandler v. Webster), o Tribunal entendeu que o aluguel deveria ser integralmente pago, mesmo com o adiamento do cortejo.

## Espécies de contratos

### Brasil
No Brasil, o Código Civil regula uma diversidade de contratos. Há outros, ainda, que são reconhecidos pela jurisprudência. Desta forma, pode-se ter um panorama geral a partir da seguinte tabela, que exporá apenas os contrato pertencentes ao campo do direito privado:
  Contratos típicos do Código Civil          
  Contratos típicos previstos em legislação estravagante          
  Contratos atípicos
| Tipicidade | Denominação                                                      | Legislação                   | Definição | Observações |
| ---------- | ---------------------------------------------------------------- | ---------------------------- | --- | --- |
| Típico     | Contrato de compra e venda                                       | Código Civil (arts. 481-532) | Pelo contrato de compra e venda, um dos contratantes se obriga a transferir o domínio de certa coisa, e o outro, a pagar-lhe certo preço em dinheiro. | A compra e venda pode receber cláusulas especiais. Dentre as citadas no código, há: - Compra e venda sujeita à retrovenda - Compra e venda a contento - Compra e venda sujeita a prova - Compra e venda com preferência (ou preempção) - Compra e venda sob reserva de domínio. - Compra e venda de documentos |
| Típico     | Contrato de troca ou permuta                                     | Código Civil (art. 533)      | Difere da compra e venda por haver, aqui, troca de dois objetos (i.e., não há presença de dinheiro) | --- |
| Típico     | Contrato estimatório                                             | Código Civil (arts. 534-537) | Pelo contrato estimatório, o consignante entrega bens móveis ao consignatário, que fica autorizado a vendê-los, pagando àquele o preço ajustado, salvo se preferir, no prazo estabelecido, restituir-lhe a coisa consignada. | --- |
| Típico     | Contrato de doação                                               | Código Civil (arts. 538-564) | Considera-se doação o contrato em que uma pessoa, por liberalidade, transfere do seu patrimônio bens ou vantagens para o de outra. | O CC considera a doação enquanto contrato. Todavia, a doutrina oscila em classificá-la deste modo. |
| Típico     | Contrato de locação de coisas                                    | Código Civil (arts. 565-578) | Na locação de coisas, uma das partes se obriga a ceder à outra, por tempo determinado ou não, o uso e gozo de coisa não fungível, mediante certa retribuição. | É regra geral, que vem especificada em outros corpos legislativos, como a Lei do Inquilinato. |
| Típico     | Contrato de comodato                                             | Código Civil (arts. 579-585) | O comodato é o empréstimo gratuito de coisas não fungíveis. Perfaz-se com a tradição do objeto. | --- |
| Típico     | Contrato de mútuo                                                | Código Civil (arts. 586-592) | O mútuo é o empréstimo de coisas fungíveis. O mutuário é obrigado a restituir ao mutuante o que dele recebeu em coisa do mesmo gênero, qualidade e quantidade. | --- |
| Típico     | Contrato de prestação de serviço                                 | Código Civil (arts. 593-609) | Toda espécie de serviço ou trabalho lícito, material ou imaterial pode ser contratada mediante retribuição. | --- |
| Típico     | Contrato de empreitada                                           | Código Civil (ars. 610-626)  | O empreiteiro de uma obra pode contribuir para ela só com seu trabalho ou com ele e os materiais. | --- |
| Típico     | Contrato de depósito                                             | Código Civil (arts. 627-652) | Pelo contrato de depósito recebe o depositário um objeto móvel, para guardar, até que o depositante o reclame. | É possível dividir o depósito em: - Depósito voluntário; - Depósito necessário]]; - Depósito irregular]]. |
| Típico     | Contrato de mandato                                              | Código Civil (arts. 653-692) | Opera-se o mandato quando alguém recebe de outrem poderes para, em seu nome, praticar atos ou administrar interesses. | Não confundir com Mandado judicial |
| Típico     | Contrato de Comissão                                             | Código Civil (arts. 693-709) | O Contrato de Comissão tem por objeto a aquisição ou a venda de bens pelo comissário, em seu próprio nome, à conta do comitente. | --- |
| Típico     | Contrato de agência e distribuição                               | Código Civil (arts. 710-721) | Pelo contrato de agência, uma pessoa assume, em caráter não eventual e sem vínculos de dependência, a obrigação de promover, à conta de outra, mediante retribuição, a realização de certos negócios, em zona determinada, caracterizando-se a distribuição quando o agente tiver à sua disposição a coisa a ser negociada. | --- |
| Típico     | Contrato de corretagem                                           | Código Civil (arts. 722-729) | Pelo contrato de corretagem, uma pessoa, não ligada a outra em virtude de mandato, de prestação de serviços ou por qualquer relação de dependência, obriga-se a obter para a segunda um ou mais negócios, conforme as instruções recebidas. | --- |
| Típico     | Contrato por tempo determinado                                   | Lei nº 9.601/98              | É uma espécie de contrato de trabalho, o qual a partir da reforma trabalhista de 2017 trouxe consigo flexibilidade na contratação de funcionários. Preceitua que a duração já é prefixada, ou seja, é um contrato que estabelece antecipadamente as datas de início e término da atividade. Este contrato tem por intuito formalizar atividades temporárias, transitórias e/ou contrato de experiência, não podendo exceder o prazo de duração de 02 (dois) anos, podendo este ser renovado quantas vezes for necessário, todavia não ultrapassando o prazo limite pré-estabelecido. | Consoante a Consolidação das Leis Trabalhistas (CLT), este contrato figura apenas nas hipóteses de contratação de atividades de caráter transitório, contratação de serviço de natureza pré-determinada no prazo do contrato e na contratação de um colaborador e caráter de experiência, que será fixado através de uma avaliação do funcionário com o prazo não superior a 90 (noventa) dias. A CLT estabelece que os funcionários temporários terão direitos e benefícios determinados e Lei, dentre eles podemos citar: salário de acordo com o piso da categoria, depósitos do FGTS, horas extras, adicional noturno, vale transporte, licença maternidade, licença paternidade, férias acrescidas de 1/3 proporcional ao período do contrato de trabalho. 13º salário proporcional, liberação dos depósitos existentes em sua conta do FGTS, dentre outros demais. |
| Típico     | Contrato de transporte                                           | Código Civil (arts. 730-756) | Pelo contrato de transporte alguém se obriga, mediante retribuição, a transportar, de um lugar para outro, pessoas ou coisas. | Tal contrato possui dois subtipos: - Transporte de coisas; - Transporte de pessoas. |
| Típico     | Contrato de seguro                                               | Código Civil (art. 757-802)  | Pelo contrato de seguro, o segurador se obriga, mediante o pagamento do prêmio, a garantir interesse legítimo do segurado, relativo a pessoa ou a coisa, contra riscos predeterminados. | Tal contrato possui 2 subtipos: - Seguro de dano; - Seguro de pessoa. |
| Típico     | Contrato de constituição de renda                                | Código Civil (arts. 803-813) | Pode uma pessoa, pelo contrato de constituição de renda, obrigar-se para com outra a uma prestação periódica, a título gratuito. | --- |
| Típico     | Contrato de jogo e aposta                                        | Código Civil (arts. 814-817) | As dívidas de jogo ou de aposta não obrigam a pagamento; mas não se pode recobrar a quantia, que voluntariamente se pagou, salvo se foi ganha por dolo, ou se o perdente é menor ou interdito. | --- |
| Típico     | Contrato de fiança                                               | Código Civil (arts. 818-839) | Pelo contrato de fiança, uma pessoa garante satisfazer ao credor uma obrigação assumida pelo devedor, caso este não a cumpra. | --- |
| Típico     | Contrato de Transação                                            | Código Civil (arts. 840-850) | É lícito aos interessados prevenirem ou terminarem o litígio mediante concessões mútuas. | --- |
| Típico     | Contrato de compromisso                                          | Código Civil (arts. 851-853) | É admitido compromisso, judicial ou extrajudicial, para resolver litígios entre pessoas que podem contratar. | --- |
| Típico     | Contrato de edição                                               | Lei nº 9610/1998             | O contrato de edição permite ao autor de uma obra (oriunda do engenho humano) entregá-la a um editor, que, reproduzindo-a, publicá-la-á. | --- |
| Típico     | Contrato de representação dramática                              | Lei nº 9610/1998             | Ato mediante o qual a obra é colocada ao alcance do público, por qualquer meio ou procedimento e que não consista na distribuição de exemplares | --- |
| Atípico    | Contrato de arrendamento mercantil (leasing)                     | ---                          | Através do leasing, uma empresa que, precisando de determinado equipamento que ainda não lhe convém adquirir, consegue que uma instituição financeira o adquira, alugando (à empresa) tal bem. Ao fim do prazo de locação, nasce ao locatário duas opções: renovar o contrato de locação ou comprar o bem pelo preço residual (isto é, descontado os alugueis já pagos) | --- |
| Atípico    | Contrato de Faturização (factoring)                              | ---                          | Pelo contrato de faturização, uma empresa especializada no ramo adquire créditos faturados por um empresário, sem direito de regresso contra o mesmo. A empresa de factoring é quem assume os riscos da cobrança e mesmo insolvência, sendo seu lucro pautado na diferença entre o valor pago à faturizada e o valor pago ao comprador. | --- |
| Atípico    | Contrato de franquia (franchising)                               | ---                          | Pelo contrato de franquia, uma empresa produtora permite que outra empresa faça uso de sua marca (ou insígnia), fornecendo aquela a esta mercadorias e prestação de serviços pagos. | --- |
| Atípico    | Joint venture                                                    | ---                          | Joint venture é uma associação ou consórcio de empresas, sem caráter definitivo, para a realização de determinado empreendimento comercial, dividindo-se obrigações, lucros e responsabilidades - exemplo do consórcio de empresas. As partes integrantes permanecem independentes e conservam personalidade jurídica própria, mas, na vigência da associação, cada uma delas é responsável pela totalidade do empreendimento em causa. | --- |
| Atípico    | Contrato de risco                                                | ---                          | No contrato de prestação de serviço com cláusula de risco, o contratado presta o serviço ou realiza os investimentos necessários a um negócio ou atividade, abdicando temporariamente de remuneração, na expectativa de participar de lucros futuros. O contratante se preserva de qualquer responsabilidade pelo eventual insucesso do negócio, assumindo o contratado todos os riscos. Geralmente esse tipo de contrato aplica-se a pesquisa e prospecção de petróleo, sendo as partes contratantes o governo de um Estado nacional e uma empresa petroleira estrangeira.          | --- |
| Atípico    | Contrato de transferência de tecnologia (know how)               | ---                          | Por este contrato, uma parte obriga-se a transferir conhecimentos exclusivos (geralmente técnicos) seus à outra parte. | --- |
| Atípico    | Contrato de projetos industriais (engineering)                   | ---                          | Por este contrato, uma parte se obriga a realizar um projeto industrial ou grandes obras de infraestrutura. Pode ter por fito implantação, ampliação ou modernização de uma empresa. Em sentido lato, reúne outros três contratos: (I) contrato de engenharia stricto sensu; (II) contrato de gestão de compras; e (III) contrato de construção. | --- |
| Atípico    | Contrato de comercialização de programa de computador (software) | ---                          | Por este contrato, permite-se que haja comercialização de um conjunto organizado de instruções técnicas para tratamento informatizado de informações. | --- |

## Condições de validade

### Ordem geral
São comuns a todos os atos e negócios jurídicos:
- Capacidade das partes;
- Objeto lícito, possível e determinado ou determinável;
- Forma prescrita ou não defesa em lei.

### Ordem especial
Deve haver consentimento entre as partes contratantes, e tem que haver aceitação dos dois lados tanto do contratante quanto do contratado

## Invalidade
Quando ocorre defeito de um ou mais elementos do negócio jurídico, resulta a invalidade jurídica do contrato. Divide-se em nulidade absoluta ou nulidade relativa (anulabilidade).

### Nulidade absoluta
São considerados nulos os negócios que por vício grave não tenham eficácia jurídica. Não permitem ratificação.
No Direito brasileiro são nulos os negócios jurídicos se (Art. 166 CC Brasileiro):
- A manifestação de vontade for manifestada por agente absolutamente incapaz;
- O objeto for ilícito, impossível, indeterminado ou indeterminável;
- A forma for defesa (proibida) ou não for prescrita em lei;
- Tiverem como objetivo fraudar a lei;
- A lei declará-los nulos expressamente;
- Negócio jurídico simulado, embora subsista o que se dissimulou se for válido na substância e na forma. (Art. 167 Código Civil Brasileiro)

### Nulidade relativa ou Anulabilidade
São considerados negócios anuláveis os praticados por relativamente incapazes, ou que possuam os chamados vícios do consentimento - erro, dolo, coação, estado de perigo, lesão ou pelo vício social, apesar de no código ser tido como vício de consentimento, fraude contra credores (Art.171 do Código Civil de 2002). A legitimidade para pedir a anulação, diferente do caso de nulidade absoluta, está restrita aos interessados (partes prejudicadas), de acordo com o Art.177 do Código Civil de 2002. Decaído o prazo para a entrar com a ação anulatória o contrato se ratifica entre a partes não tendo mais vício algum.

## Contrato guarda-chuva
Contrato "guarda-chuva" é a denominação utilizada, na doutrina administrativista, para definir o contrato que possui objeto amplo, impreciso e não claramente definido. Não há como saber, após a assinatura do contrato, quais serviços serão executados pelo contratado. Geralmente, contratos desse tipo são originados quando há dispensa ou inexigibilidade de licitação, sendo muitas vezes utilizados para a contratação de serviços de consultoria, assessoria, elaboração de projetos de engenharia, etc.
Dado que o objeto de contratação é vago, serviços muito diversos, inclusive sem qualquer semelhança entre si, podem ser contratados mediante um único instrumento. Isto pode privilegiar o contratado - atribuindo-lhe a execução de serviços que deveriam ser contratados mediante outros processos licitatórios específicos - indo de encontro à Lei nº 8.666/93. visa evitar.

## No Direito Natural
Um contrato sob a Lei Natural pode tão somente executar quereres que não firam direitos naturais como o direito a vida, a liberdade e a propriedade. Por exemplo, em uma das cláusulas do contrato não pode estar estabelecido que uma das partes será forçada a trabalhos escravos, pois por definição, um contrato é um acordo entre duas partes e no momento em que alguém concorda em trabalhar, já não é mais trabalho escravo e vice-versa. Portanto, todos os contratos são válidos fora do Direito Positivo, que é seu antagônico.